# توماس ويلفورد
توماس ويلفورد هو محامي ودبلوماسي وسياسي نيوزيلندي، ولد في 20 يونيو 1870 في لور هوت في نيوزيلندا، وتوفي في 22 يونيو 1939 في ويلينغتون في نيوزيلندا. نشط حزبياً في الحزب الليبيرالي النيوزيلندي.

## مناصب
- انتخب وزير العدل [الإنجليزية]‏ (10 ديسمبر 1928 – 10 ديسمبر 1929).
- انتخب وزير العدل [الإنجليزية]‏ (14 نوفمبر 1917 – 25 أغسطس 1919).
- انتخب وزير الدفاع [الإنجليزية]‏ (10 ديسمبر 1928 – 10 ديسمبر 1929).
- انتخب عضو مجلس النواب النيوزيلندي ‏.